# Charles Mirallié
Charles Mirallié est un médecin et neurologue français né le 21 février 1866 à Nantes et mort le 18 octobre 1932 à Nantes.

## Biographie
Après sa scolarité au lycée de Nantes, Charles Jean Joseph Mirallié suit ses études à l'école de médecine de Nantes puis à Paris. Interne des hôpitaux de Paris en 1891, il est médecin et chirurgien des hôpitaux de Nantes en 1897, professeur suppléant à l'École en 1901, professeur d'hygiène et de médecine légale en 1903, avant d'être nommé àla chaire de pathologie interne et à celle de clinique médicale.
En 1913, il devient directeur de l'École de médecine de Nantes. Il siège au Conseil supérieur d'hygiène publique de France et du Comité consultatif de l'enseignement supérieur.
Lors de la Première Guerre mondiale, il sert comme médecin-chef de l'Ambulance municipale de Nantes de 1914 à 1919 et chef du Centre de neurologie de la XIe région militaire de 1915 à 1919.
Le 9 mars 1920, il est élu membre correspondant national de l'Académie de médecine (division d'anatomie et physiologie). Il est membre de la Société médico-chirurgicale de Nantes, membre correspondant de la Société médicale des hôpitaux de Paris et de la Société de neurologie

### Publications
- Congrès des médecins aliénistes et neurologistes de France et des pays de langue française, XIX session tenue à Nantes du 2 au 7 août 1909 sous la présidence de M. le dr Vallon de Paris (1910)
- Localisations cérébrales et épilepsie jacksonnienne (1902)
- De l'aphasie sensorielle, travail du laboratoire du Dr Dejerine à la Salpêtrière (1896)
- Convulsions post-traumatiques, épilepsie essentielle, craniectomie
- De l'État facial supérieur et du moteur oculaire commun dans l'hémiplégie organique

## Hommages
- Allée Charles-Mirallié, à Nantes